# Dorfkirche Bündorf

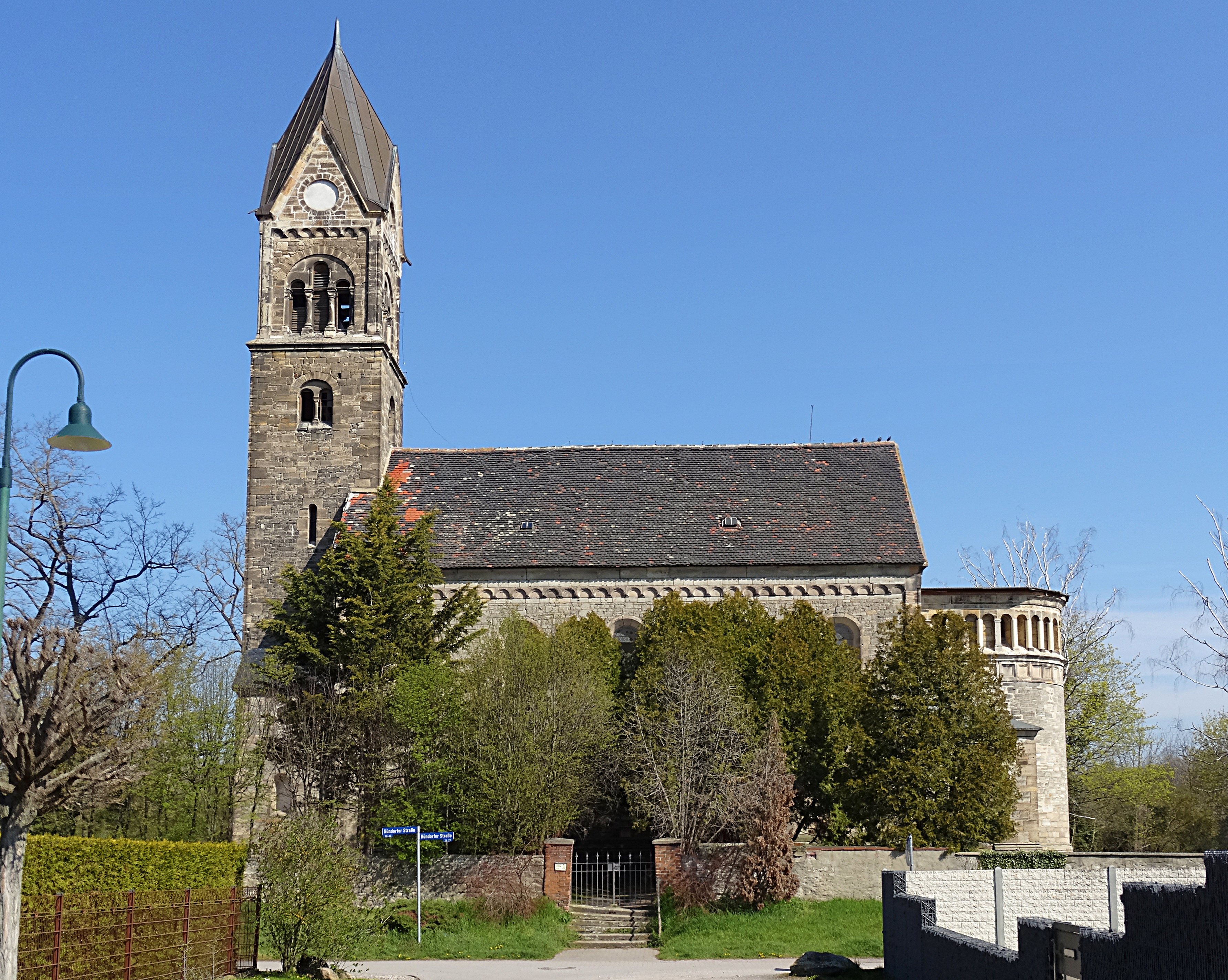
Dorfkirche in Bündorf

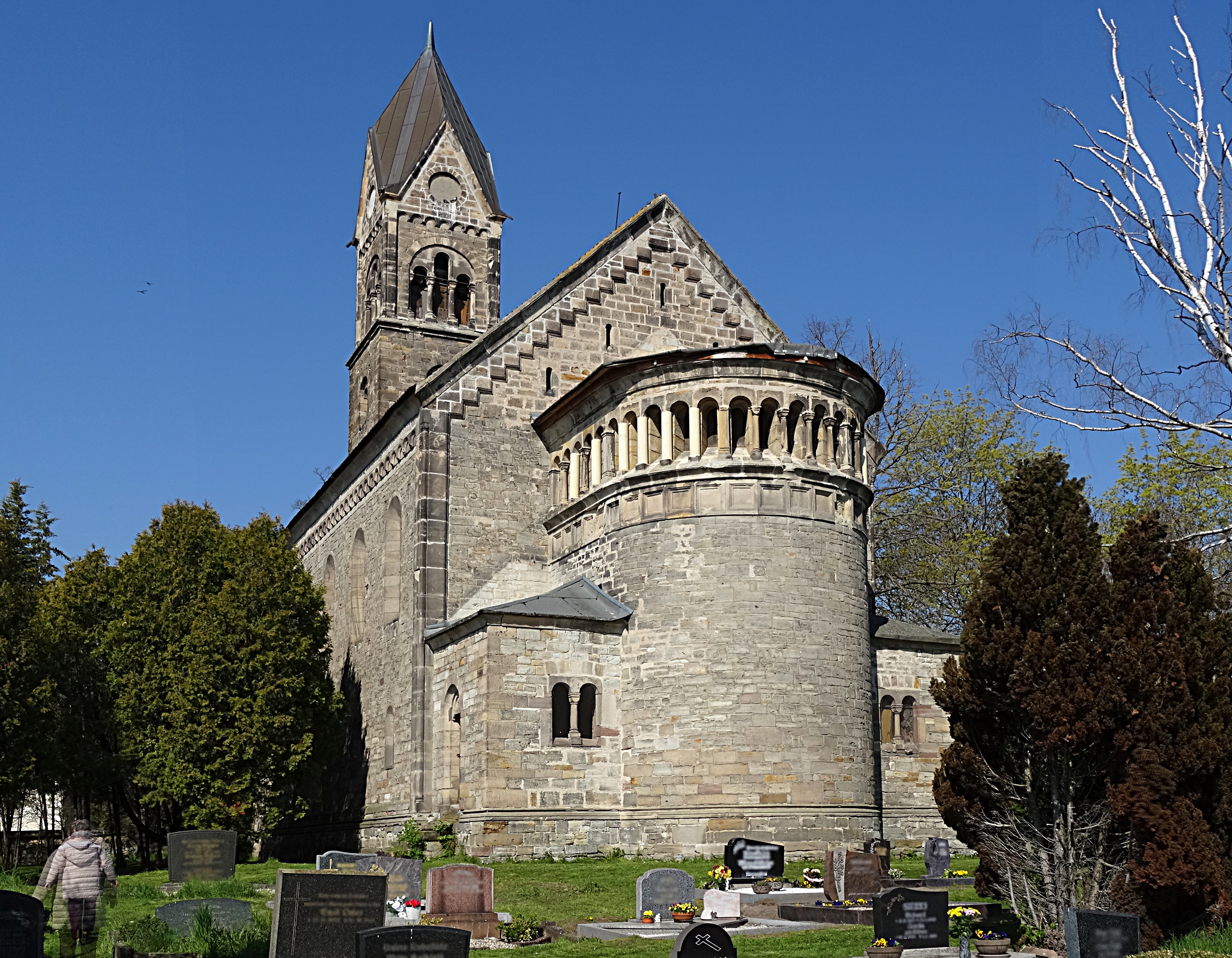
Ansicht von Osten

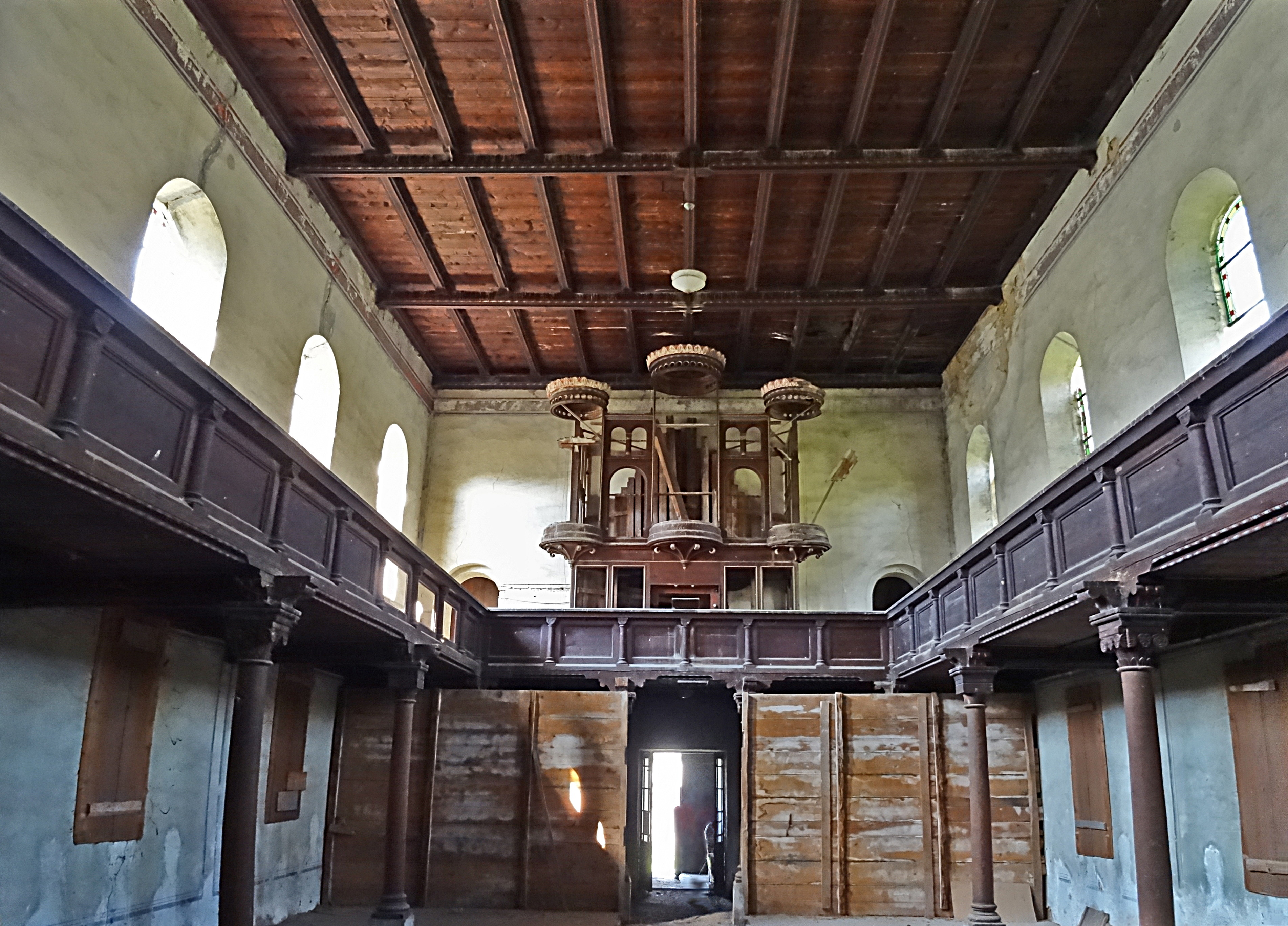
Innenansicht 2021

Die evangelische Dorfkirche Bündorf ist eine denkmalgeschützte Kirche des Ortes Bündorf des Ortsteiles Knapendorf der Gemeinde Schkopau in Sachsen-Anhalt. Im örtlichen Denkmalverzeichnis ist sie unter der Erfassungsnummer 094 20374 als Baudenkmal verzeichnet. Sie gehört zum Pfarramt Bad Lauchstädt im Kirchenkreis Merseburg der Evangelischen Kirche in Mitteldeutschland.
Die heutige Dorfkirche entstand während der Gründerzeit im Jahr 1875 und wurde vom Naumburger Architekten Johann Gottfried Werner geplant. Der Vorgängerbau stammt aus dem 13. Jahrhundert. Ein eigener Pfarrer wird für die Kirche erstmals im Jahr 1409 erwähnt. Das Patrozinium ist heute nicht mehr bekannt. Die Kirche ist ein Natursteinbau mit einem Westquerturm. Über mehrere Jahre war das Gebäude dem Verfall ausgesetzt, heute ist es gesichert.